# وینتر اسپرینگز (فلوریدا)
وینتر اسپرینگز (به انگلیسی: Winter Springs) شهری در شهرستان سمینول ایالت فلوریدا است که در سال ۱۹۵۹ بنیان‌گذاری شده‌است. این شهر طبق سرشماری سال ۲۰۱۰ میلادی، ۳۳٬۲۸۲ نفر جمعیت داشته و مساحت آن نیز ۳۷٫۶ کیلومتر مربع است.